# Eights-Küste
Koordinaten: 74° S, 96° W
Die Eights-Küste ist ein Küstenabschnitt im Westen des westantarktischen Ellsworthlands. Sie liegt zwischen dem Kap Waite und dem Pfrogner Point. Vorgelagert sind die Thurston-Insel sowie das Abbot-Schelfeis samt darin eingeschlossener Inseln. Im Osten schließt sich die Bryan-Küste und im Westen die Walgreen-Küste an.
Die Küste wurde während der United States Antarctic Service Expedition bei Überflügen, zu Land und mithilfe von Luftaufnahmen der United States Navy zwischen 1960 und 1967 kartografisch erfasst. Benannt ist sie nach dem US-amerikanischen Forschungsreisenden James Eights (1798–1882), der 1830 die ersten Fossilien in der Antarktis fand.